# Montparnasse (film)
Montparnasse (Montparnasse 19 a.k.a. Les amants de Montparnasse) è un film del 1958 diretto da Jacques Becker e basato sulla vita del pittore italiano Amedeo Modigliani.
Esistono almeno due versioni del film. La più lunga ha durata di circa due ore e presenta un maggior numero di scene concernenti il personaggio di Léopold Sborowsky.